# Starý Hrozenkov
Starý Hrozenkov är en ort i Tjeckien.   Den ligger i distriktet Okres Uherské Hradiště och regionen Zlín, i den östra delen av landet, 280 km sydost om huvudstaden Prag. Starý Hrozenkov ligger 379 meter över havet och antalet invånare är 886.
Terrängen runt Starý Hrozenkov är lite kuperad. Runt Starý Hrozenkov är det ganska tätbefolkat, med 90 invånare per kvadratkilometer. Närmaste större samhälle är Uherský Brod, 17,1 km väster om Starý Hrozenkov. I omgivningarna runt Starý Hrozenkov växer i huvudsak blandskog.